# Viagra Boys
Viagra Boys är ett svenskt band som spelar vad som kan beskrivas som en blandning av street blues, punk och krautrock.
Bandet bildades 2016 av musiker med bakgrund i band som Les Big Byrd, Pig Eyes och Nitad.
2018 gav de ut sitt första album Street Worms. Nils Hansson på DN beskrev gruppen som "ett stökigt, monotont rockband som gapar så envetet om ett liv på fel sida om marginalerna, där det machohårda mest sitter på ytan och det därunder mer liknar svart satir", och gav albumet en femma i betyg.
Hansson tog även med Street Worms på sin "top five"-lista i december 2018, där DN:s olika musikkritiker valde "årets bästa skivor". Hans motivering löd "Sex slashasiga halvveteraner från Stockholm samlar ihop sig till en stenhårt sammanhållen spretighet."
I maj 2019 vann bandet IMPALA:s (Independent Music Companies Association) "Album of the Year Award" för Street Worms.
Bandet turnerade under våren och sommaren 2019 i Storbritannien, Kanada och USA och spelade då bland annat på Bowery Ballroom i New York.
I januari 2021 släppte Viagra Boys sitt andra album Welfare Jazz.
Bandets gitarrist och medgrundare Benjamin "Benis" Vallé (1974–2021) avled i oktober 2021.

## Diskografi

### Album
- 2018 – Street Worms (Year0001)
- 2021 – Welfare Jazz (Year0001)
- 2022 – Cave World (Year0001)

### EP
- 2016 – Consistency of Energy (Push My Buttons)
- 2017 – Call of the Wild (Push My Buttons)
- 2020 – Common Sense (Year0001)